# 사람 목록
이 문서는 사람에 대한 목록 문서를 나열한 것이다.

## 국적별
- 국적별 사람 목록

## 종교별
- 구약성경의 인물
- 가톨릭 교황 일람

## 직업별
- 직업별 사람 목록
  - 서양 고전음악 작곡가